# 2340 Hathor
2340 Hathor è un asteroide near-Earth del diametro medio di circa 0,3 km. Scoperto nel 1976, presenta un'orbita caratterizzata da un semiasse maggiore pari a 0,8439133 UA e da un'eccentricità di 0,4499478, inclinata di 5,85428° rispetto all'eclittica.